# Hecateu d'Abdera
|  | Per a altres significats, vegeu «Hecateu». |

Hecateu d'Abdera (en llatí Hecataeus, en grec antic Ἑκαταῖος ὁ Ἀβδηρίτης) fou historiador i filòsof escèptic que va escriure durant el segle iv aC.
Era contemporani d'Alexandre el Gran i de Ptolemeu I Sòter i sembla que va acompanyar a Alexandre en la seva expedició a l'Índia fins a Síria, segons Diògenes Laerci. Va ser deixeble de Pirró. Segons la manera com en parla Eusebi de Cesarea, va gaudir de gran reputació pels seus amplis coneixements i per la seva saviesa pràctica. Va viure a Egipte i va acompanyar Ptolemeu remuntant el Nil amb ell fins a Tebes.
Va escriure diverses obres de les que només han arribat petits fragments. Segons Diodor, que el confon amb Hecateu de Milet, una Història d'Egipte, que potser és una part de la mateixa obra que menciona Diògenes Laerci amb el nom d'Història de la filosofia a Egipte, o podria ser una obra diferent. Segons Claudi Elià i Apol·loni de Rodes va escriure una obra sobre els Hiperboris. Flavi Josep menciona un llibre sobre Abraham, que podria ser una part d'una Història dels jueus que se li atribueix. Aquesta obra va ser citada sovint pels antics, però ja Orígenes la considerava espúria. Suides li atribueix també obres sobre Homer i Hesíode, però no menciona cap de les seves obres històriques.